# Aristotelia serrata
Aristotelia serrata (Engels: Wineberry, Maori: mako of makomako) is een plantensoort uit de familie Elaeocarpaceae. Het is een bladverliezende boom die een hoogte van 10 meter kan bereiken. De schors is grijskleurig en glad en de takken zijn behaard met een lichte tot donkerrode kleur. De breed-eivormige bladeren hebben een dunne bladsteel, een scherp gezaagde rand en zijn groenachtig van kleur. De bloemen groeien in pluimen en zijn roze van kleur. Hieruit groeit een vlezige ovale bes met een rode tot zwarte kleur. 
De soort komt voor in Nieuw-Zeeland. Hij groeit daar op het Noordereiland, het Zuidereiland en het ten zuiden van het Zuidereiland gelegen Stewarteiland. De boom groeit in zowel laaglandbossen als montane bossen.